# Гірнича промисловість Малайзії
Гірнича промисловість Малайзії

## Загальна характеристика
Гірнича промисловість — одна з найстаріших в країні. Динаміка її розвитку загалом позитивна. Має яскраво виражену експортну спрямованість. У 1985 розробка корисних копалин забезпечила Малайзії третину її експортної виручки, але до 1996 її частка скоротилася до 7,1%. Головні сектори — оловорудна та нафтова промисловість (бл. 90% вартості продукції галузі). М. — провідний світовий виробник олов'яного концентрату. Інші видобувні к.к. — мідна руда, боксити, залізняк, кам'яне вугілля, золото (табл.).
Таблиця . — Видобуток основних видів мінеральної сировини у Малайзії, т.
| Мінеральна сировина           | 2000    | 2001    |
| Боксити                       | 123 270 | 64 161  |
| Кремнезем                     | 243 784 | 201 178 |
| Залізна руда                  | 258 573 | 376 476 |
| Олово в концентратах          | 6 307   | 4 972   |
| Вугілля                       | 382 942 | 545 845 |
| Золото, кг                    | 4 026   | 3 965   |
| Нафта (барелів/добу)          | 681 000 | 668 000 |
| Природний газ (млнфутів/добу) | 1 598   | 1 650   |

## Окремі галузі
Нафта і газ. Видобуток нафти на тер. М. ведеться з 1910 (родов. Мірі, шт. Саравак). В кінці XX ст. у експлуатації 14 родов.: Тапіс, Бекок, Пулаї (шт. Тренгану), Тембунго, Самаранг, Саут-Фьюрієс (шт. Сабах), Ферлі, Барам, Баронія, Бетті, Ачкау, Вест-Лутонг, Тукау і Темана (шт. Саравак). К-ть продуктивних свердловин бл. 300. Понад 70% нафти, що добувається в країні експортується (г.ч. в Японію і США). Країна також імпортує і переробляє близькосхідну нафту на 3-х НПЗ. Сьогодні нафта поступає з мор. промислів — шельф Південно-Китайського моря, узбережжя штатів Саравак, Сабах і північно-східної частини п-ова Малакка. У тих же районах, але в меншому обсязі добувається природний газ.
За даними [Petroleum Economist, 2003. V.70] у Малайзії в 2003 р. почався видобуток газу на морському родовищі Бінтанг, розташованому в Південно-Китайському морі за 220 км від м. Куала-Тренгану. Добувні запаси родовища оцінюються в 28 млрд куб.м, можливий максимальний рівень видобутку — 10 млн куб.м/добу. Газ з платформ Бінтанг буде поступати на розташовану поблизу платформу родовища Лавіт для переробки, а потім подаватися на берег. Пайова участь в освоєнні родовища належить компаніям ExxonMobil (оператор, 50%) і Petronas Carigali (50%).
Видобуток залізняку розпочато в 1921 японськими компаніями (шт. Джохор, родов. Букіт-Лангат). Найвищого рівня видобуток досяг в серед. 1960-х рр. і забезпечував до 30% японського імпорту зал. руди. В останні десятиліття XX ст. у зв'язку з виснаженням великих родов. і зниженням попиту з боку Японії видобуток зал. руди в М. скоротився. У країні діє 8 кар'єрів в штатах Перак, Паханг, Джохор і Кедах. Бл. 80% сировини, що добувається споживається всередині країни.
Видобуток бокситів в М. почато у 1936 в шт. Малакка японськими підприємцями. В різні часи експлуатувалися родов. Телок-Травні (шт. Малакка), Телок-Рамунія (Нанган) в шт. Джохор, родов. Сематан (шт. Саравак).
Видобуток золота в М. ведеться в р-ні Головного хребта з XV–XVI ст. У XX ст. макс. рівень видобутку досягнуто в 30-40-х рр. Основним було корінне родов. Рауб (шт. Паханг), що розроблялося до 1961 р (глиб. >300 м). Зараз золото попутно видобувають з розсипних родов. олова в р-ні Батанг-Паданг в шт. Перак і Куала-Лумпур в шт. Селангор. У невеликому обсязі ведеться видобуток золота в районі Рауба (шт. Паханг) і Бау (шт. Саравак).
Видобуток ільменіту ведеться в країні з 1930-х рр. У останні десятиліття М. XX ст. поставляла ~5% ільменітового концентрату промислово розвинених країн Заходу. Основні р-ни виробництва концентрату: олов'яні родов. Сункай (шт. Перак) і Петалінг (шт. Селангор). Концентрат повністю експортується.
Видобуток колумбіту в країні почався в роки японської окупації (1941–1945). У 1980-х рр. за видобутком колумбіту М. займала 6-е місце у світі посеред промислово розвинених країн. Колумбіт надходить з олов'яних підприємств в Семелінг (шт. Кеді) і Бакрі (шт. Джохор).
Мідь. Виробництво мідного концентрату в М. почалося в 1950-х рр. компанією «Pahang Consolidated». Великомасштабний видобуток мідної руди почався з 1970-х рр. з введенням в експлуатацію родов. Мамут (шт. Сабах).
Олово. Промислова розробка покладів олов'яної руди ведеться з кін. XIX — поч. XX ст., макс. рівень досягнуто в 1940. У 1985 році Малайзія була світовим лідером по виробництву олова. Виробництво олова в концентраті становило 37000 т, а корпорація Smelting щорічно виробляла 24000 т очищеного олова [Mining J. — 2000. — 334, 8564]. Надалі спостерігається тенденція скорочення видобутку, що викликано г.ч. виснаженням розсипних родов. У 1998 р вироблено 5754 т олова. У 1999 р., вперше після 1995 р., виробництво олова в Малайзії перевищило 7000 т. У 2000 р воно склало 6 307 т, а у 2001 знову впало до 4 972 т (на 21%). В підгалузі діяло бл. 60 копалень. Очікується, що поновлення видобутку олова на старих рудниках і залучення ресурсів повинні привести до зростання виробництва олова в країні. Осн. р-ни розробки покладів олов'яної руди — шт. Зах. М. Перак і Селангор. Розробка родов. ведеться в основному відкритим способом. Перспективним є родов. Куала-Лангат в шт. Селангор. М. експортує металічне олово. Осн. його імпортери: США, Японія, Нідерланди.
Вольфраміт і шеєліт добувають попутно при розробці родовищ олов'яних руд.
Видобуток циркону ведеться з 1940-х рр. М. займає провідні позиції в цій галузі. Отримують циркон при виробництві олов'яних концентратів (осн. р-н — оловорудне родов. Куала-Лумпур в шт. Селангор). Концентрат повністю експортується.
Ніобій. В М. виробляють концентрат ніобію, для отримання якого використовують, зокрема, шлаки оловоплавильних підприємств (містять до 5% NiO2). Концентрат експортується.
З нерудної індустріальної сировини видобувається барит (родов. Куала-Тренгану шт. Тренгану), каолін (шт. Кеді, Селангор і Джохор).

## Гірничо-геологічна служба, гірниче законодавство, підготовка кадрів, друк
У М. розвідкою родов. к.к. займається Департамент геології («Geological Survey Department») Мін-ва сировинної промисловості. Департамент добувної промисловості («Department of Mines») того ж мін-ва здійснює контроль за дотриманням чинного законодавства, стежить за ефективністю використання ресурсів к.к. Геологія країни вивчається в Малайзійському геол.-досл. ін-ті. В країні діє гірн. законодавство («National mining Kod»). Інженери гірн. профілю готуються в Малайзійському нац. ун-ті (Селангор) і Малайзійському технол. ун-ті (Куала-Лумпур). Департамент геології видає щорічники.